# Luís Mesquita de Oliveira
Luís Mesquita de Oliveira, més conegut com a Luisinho, (Rio de Janeiro, 29 de març de 1911 - São Paulo, 27 de desembre de 1983) fou un jugador de futbol brasiler de les dècades de 1930 i 1940.

## Trajectòria
Durant la seva carrera (1928-1946) destacà als clubs Palestra Italia i São Paulo. Guanyà set campionats paulistes els anys 1930, 1931, 1936, 1940, 1942, 1944 i 1946, i en fou el màxim golejador el 1944 amb 22 gols. Jugà amb la selecció del Brasil, essent convocat per disputar els Mundials d'Itàlia 1934 i França 1938, així com la Copa Amèrica de 1937, competició en la qual la selecció brasilera fou segona i Luisinho marcà 5 gols.